# Clavus cygneus
Clavus cygneus é uma espécie de gastrópode do gênero Clavus, pertencente a família Drilliidae. Esta espécie é mencionada no Indo-Pacific Molluscan Database como Clavus cygneus.